# Карі Мякінен
Карі Мякінен (фін. Kari Mäkinen нар. 5 січня 1955, Пори, Фінляндія) — архієпископ Євангелічно-лютеранської церкви Фінляндії (2010—2018); з 1 червня 2018 року — на пенсії.

## Життєпис
Народився 5 січня 1955 року в місті Порі (Фінляндія). 
У 1979 році відзначений ступенем кандидата богослов'я (нині — ступінь магістра). У 1987 році захистив ліцензіат, а в 1989 році отримав ступінь доктора теології.  
У 1979 році — лютеранський пастор в приході-благочинні Ройхувуорен (Гельсінкі). З 1979 по 1984 рік — пастор в приході-благочинні Лауттасаарі (Гельсінкі). У 1989 році — пастор в приході-благочинні Східного Порі. З 1989 по 1993 рік — пастор приходу-благочиння в Улвіла. 
З 1984 до 1989 року займався науково-богословськими дослідженнями для підготовки докторської дисертації. У 1994 році — асистент професорської кафедри історії в Гельсінському університеті. 
З 1994 по 2005 рік — настоятель приходу-благочиння в Улвіла. 
З 2006 по 2010 — єпископ Турку. 

## Архієпископ ЄЛЦФ
У 2010 році, після виходу на пенсію архієпископа Юкка Паарма, Мякінен був обраний новим примасом Євангельсько-лютеранської церкви Фінляндії з титулом Архієпископ Турку, набравши в другому турі голосування 593 голоси. За професора Гельсінського університету Міїкку Руоканена проголосувало 582 делегати. Інтронізація відбулася 6 червня 2010 в кафедральному соборі міста Турку .  
На церемонії були присутні глава ВЛФ Ішмаель Ноко, президент Фінляндії Тар'я Галонен, спікер парламенту, міністр культури, а також представники православних церков . 
З 21 по 23 червня 2010 рік у Вінніпезі (Канада), напередодні G8, брав участь у Всесвітньому саміті релігійних лідерів . 
У 2015 році, у зв'язку з прибуттям в країну декількох тисяч біженців, звернувся до парафій з проханням надати новоприбулим термінову допомогу. 
На початку червня 2018 року вийшов на пенсію. 

## Ставлення до ЛГБТ і жіночого священства
На момент свого обрання архієпископом Євангельсько-лютеранської церкви Фінляндії виступав за благословення одностатевих пар, а також був активним прихильником посвячення жінок в єпископський сан. 
У жовтні 2010 року, після телевізійних дебатів про права гомосексуалів, за результатами яких Євангельсько-лютеранську церкву покинуло понад 30 тисяч осіб , архієпископ, шкодуючи про те, що трапилося, став більш дипломатичним у висловлюваннях. Визнав, що суспільство має гарантувати рівні юридичні права всім парам, незалежно від їх сексуальної орієнтації. Не бажаючи, аби церква відмовилася від права вінчання, якщо закон про гендерно-нейтральні шлюби набере чинності, архієпископ на даному етапі не вважав правильним звершення вінчання гомосексуалів у церкві. Мякінен сподівався на продовження дискусії . Разом з тим, був упевнений в тому, що «людей треба підтримувати в їх пошуках власної ідентичності на їхніх власних умовах». 
26 березня 2013 року в ранковій програмі комерційного телеканалу «МТВ3 Huomenta Suomi» архієпископ Карі Мякінен висловив свою підтримку законопроєкту про рівноправні шлюби, але днем пізніше анулював свою заяву, сказавши, що говорив про рівноправне ставлення до людей в загальних словах.  
14 липня 2014 року на щорічному політичному заході «Suomi-areena», що проходить в Порі, архієпископ Мякінен попросив вибачення у сексуальних меншин за жорстоке ставлення до них з боку церкви. 
У зв'язку зі схваленням парламентом країни 28 листопада 2014 закону про гендерно-нейтральні шлюби, архієпископ на своїй сторінці в Facebook, подякувавши авторам громадянської ініціативи та учасників громадських дискусій, заявив, що «розуміє вагомість цього дня для представників сексуальних меншин, їхніх рідних і близьких, а також багатьох інших». «Суперечка, свідками якої ми стали, „розколу“ церкву в позитивному сенсі. Мені здається, що стався так званий „обмін ролями“. Сьогодні суспільство проповідує моральні цінності, що захищають не установи або принципи, а народ. Саме такої проповіді й потребує церква». 
У зв'язку з позицією Мякінена, Лютеранську церкву Фінляндії почали масово покидати віряни. За підрахунками Петрі Карізма, творця сайту Eroakirkosta.fi («Покиньте Церкву»), в п'ятницю вдень 170 вірян порвали з церквою ще до початку сесії парламенту, однак, після 17.00 їх число вже досягло 929. До 19.00 кількість тих, хто відпав від Церкви Фінляндії наблизилася до 1500. Всього за один день — 28 листопада — членство в церкві припинило 2612 осіб. В ніч на понеділок 1 грудня ця кількість зросла до 5428 осіб . 
1 березня 2017 року, після вступу в силу закону про рівноправні шлюби, на своїй сторінці в Facebook звернувся до гомосексуалів зі словами привітання:
|                            | Сьогодні думаю особливо про вас, кому тепер відкрилася можливість взяти шлюб. Ви багато чому навчили мене і показали багатство і розмаїття подарованих нам Богом життя і любові. Дякую Богові за те, що ви є. |
| — архієпископ Карі Мякінен | |

1 червня 2018 року вийшов на пенсію. На посту голови Євангельсько-лютеранської церкви Фінляндії його змінив Тапіо Луома, що вступив 3 червня в сан архієпископа Турку. 